# Jos Van Immerseel
Jos Van Immerseel (Amberes, 9 de noviembre de 1945) es un clavecinista, pianista y director de orquesta belga, conocido por sus versiones históricamente fundamentadas, con instrumentos originales.

## Trayectoria
Van Immerseel estudió órgano, piano y clavicémbalo en el Conservatorio de Amberes con Flor Peeters, Eugène Traey y el clavecinista y musicólogo Kenneth Gilbert. Creó allí el Collegium Musicum, desarrollando su interés por la música renacentista y barroca, ampliando más tarde sus actividades para incluir la era clásica y el romanticismo temprano. Actualmente es apreciado como fortepianista en salas de conciertos de toda Europa, donde es conocido por su refinada sensibilidad hacia los aspectos retóricos de la música y por sus habilidades en la improvisación. (Sus cadencias fueron destacadas en reseñas de sus grabaciones de los conciertos de Beethove). A lo largo de los años, ha adquirido una colección única de instrumentos de teclado de época, que viajan con él para conciertos y grabaciones de CD.
En 1977, atrajo la atención internacional cuando dirigió el Orfeo de Monteverdi en la antigua Ópera Real Flamenca de Amberes. Esta serie de 18 actuaciones estableció un nuevo estándar que se mantiene hasta el día de hoy.
De 1980 a 1985 fue director artístico del Conservatorio Sweelinck de Ámsterdam.
En 1987, Van Immerseel estableció la orquesta de "instrumentos de época" Anima Eterna, que continúa dirigiendo. Este conjunto, con sede en Brujas, se ha hecho muy conocido y ha logrado una reputación mundial, especialmente por la serie de CD de los conciertos completos para piano de Mozart (con van Immerseel como solista y director).
Durante 1999 realizaron una gira por Europa con interpretaciones de las sinfonías de Beethoven.
Además de sus conciertos, Van Immerseel es profesor en el Conservatorio de Amberes, donde utiliza instrumentos históricos del cercano Museo Vleeshuis para dar clases magistrales. También ha impartido clases en el Sweelinck Conservatorium de Ámsterdam y en el Conservatoire National Supérieur de París, además de impartir clases magistrales en los festivales de La Roque-d'Anthéron, Utrecht, Sopron y Ancona.
Van Immerseel aparece en el sello Vivarte de Sony Classical como intérprete solista, como solista con el conjunto Tafelmusik y como participante en música de cámara. Entre sus compañeros han estado: Midori Seiler (violín), Claire Chevallier (dúo de piano), Lisa Shklyaver (clarinete), Thomas Bauer (barítono), Yeree Suh (soprano) y Chouchane Siranossian (violín).
Desde que ganó el primer premio en el primer Concurso Internacional de Clavecín de París en 1973, Jos Van Immerseel ha establecido una carrera internacional como fortepianista y director especializado en música de las épocas barroca y clásica. Experto también en el órgano y el piano, así como en el clavicémbalo y el fortepiano, Van Immerseel se ha ganado una sólida reputación en particular por sus interpretaciones de Mozart, Beethoven y Schubert en Sony Classical. Más recientemente ha aparecido en Vivarte con Anner Bylsma en interpretaciones de las sonatas para violonchelo completas de Beethoven (S2K 60761) y con L'Archibudelli en interpretaciones del Quinteto "la trucha" de Schubert y la Sonata "Arpeggione" (SK 63361). Su reciente ciclo de conciertos para piano de Beethoven con Tafelmusik y Bruno Weil (núms. 1 y 2: SK 68250; núms. 3 y 4: SK 62824; núm. 5: SK 63365) suscitó elogios por su sensibilidad estilística y musical. Su grabación de las últimas obras para piano de Mozart, Mozart: The Vienna Years (S2K 62879), llevó a Classic CD a escribir que Van Immerseel se encuentra "entre los campeones más autorizados del fortepiano".
Desde 2002 es director artístico de la Colección Anima Eterna para el sello parisino Zig-Zag Territories.
En 2010, la ciudad de Bremen le otorgó el Premio del Musikfest Bremen por su trayectoria.